# Lambro (powieść)
Lambro, powstańca grecki. Powieść poetycka w dwóch pieśniach – powieść poetycka napisana przez Juliusza Słowackiego w Paryżu w roku 1832. Jej pierwodruk ukazał się w trzecim tomie Poezji wydanych w 1833 roku. Jak to określa sam poeta: Lambro jest to człowiek, będący obrazem naszego wieku, bezskutecznych jego usiłowań, jest to wcielone szyderstwo losu, a życie jego jest podobne do życia wielu mrących ludzi, o których przyjaciele piszą, czym być mogli, o których nieznajomi mówią, że nie byli niczym. Utwór opowiada o greckim bohaterze walk wyzwoleńczych żyjącym w XVIII wieku. Wcześniej walczył, w powieści zaś jest ukazany jako osoba niezdolna do czynu i doznająca klęski. Powieść charakteryzuje ukryta struktura autobiograficzna; podstawą jej napisania był upadek powstania listopadowego, a także świadomość Słowackiego, że nie udało mu się bezpośrednio wziąć w nim udziału. „Lambro” jest także jednym z pierwszych w Polsce poetyckich opisów stanów narkotycznych, które wynikały z osobistych doświadczeń poety z opium czy meskaliną oraz lektury Wyznań angielskiego opiumisty Thomasa de Quinceya. Narkomanii tytułowego bohatera autor nadaje wymiar metafizyczny; jest ona swoistą ucieczką przed życiem i przed sumieniem, przynoszącą zarazem ocalenie jak i klęskę. Autor polemizuje także z poglądami na temat narodu zawartymi w Konradzie Wallenrodzie Adama Mickiewicza. Fragment „Lambra” jest mottem „Kordiana”.